# Reinold Louis

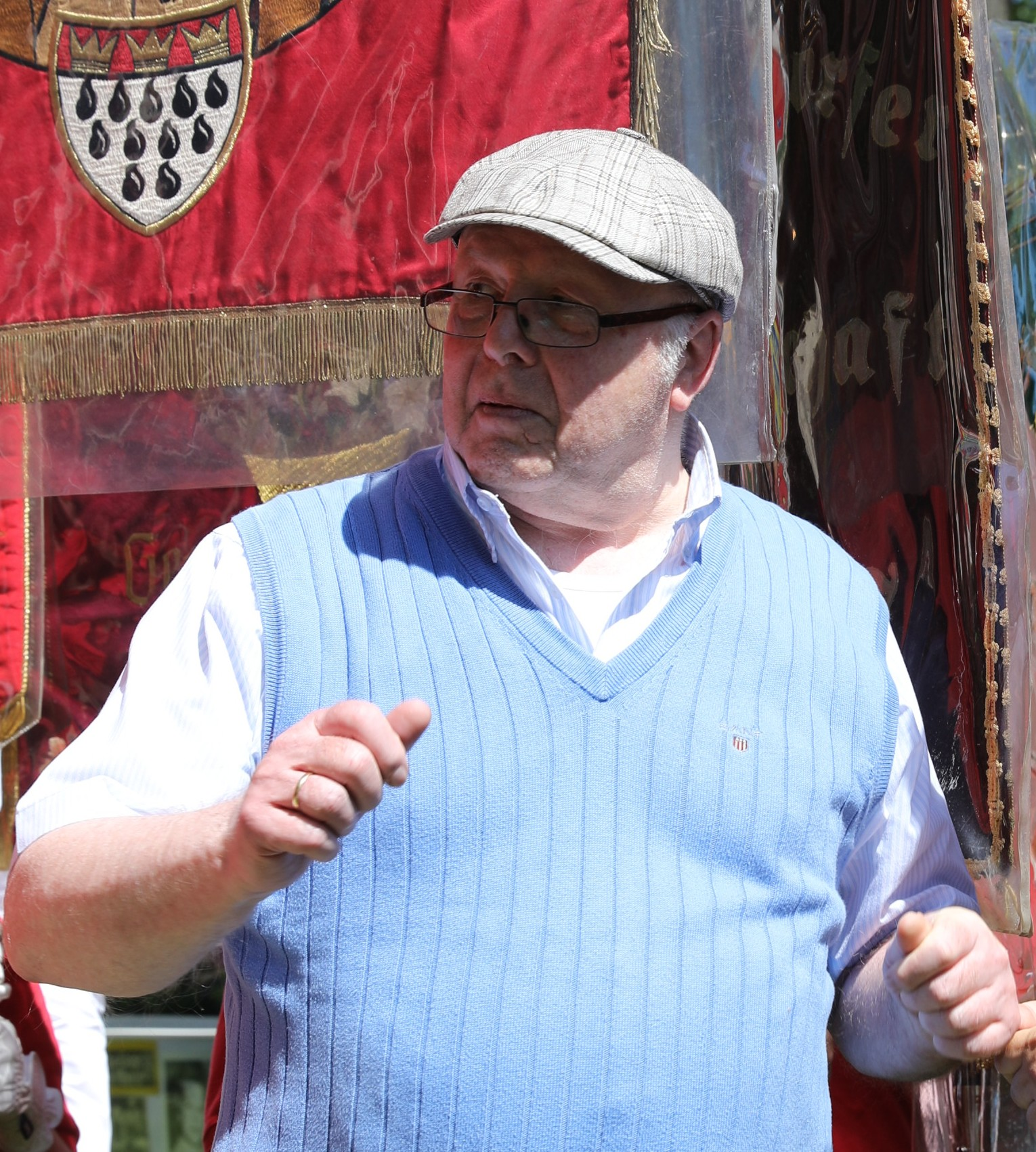
Reinold Louis (2018)

Reinold Louis (* 6. Mai 1940 in Köln; † 18. August 2024) war ein deutscher Autor und Kenner des kölschen Brauchtums.

## Biographie
Reinold Louis wurde im Severinsviertel geboren und wuchs in Bickendorf auf. Zunächst besuchte er die Volksschule Loreleystraße und später die Aufbau-Realschule Frankstraße. Er machte eine Ausbildung zum Sparkassenbetriebswirt und war über 40 Jahre für die Kreissparkasse Köln tätig.
In diesen Jahren übernahm Louis die Geschäftsführung einiger Kulturstiftungen der Kreissparkasse Köln: die Kölner Kulturstiftung, Kulturstiftung Oberberg, die Kulturstiftung Burscheid, die Sozialstiftung und die Sportstiftung. Er verfasste eine Biographie des Rennfahrers Wolfgang Graf Berghe von Trips und war von 1991 bis 2016 Vorsitzender des Vorstands und des Stiftungsrates der Trips-Stiftung.
Louis war Heimatforscher, WDR-Radio- und Fernsehmoderator, Kommentator und Begleiter des Rosenmontagszugs sowie Autor von Hörspielen und Features zu überwiegend stadtkölnischen Themen. Er verfasste rund 15 Bücher; 2000 wurde er mit dem KölnLiteraturPreis ausgezeichnet.
Zum Gedenken an das Kriegsende 1945 schrieb er 1995 (zum 50.) und moderierte seine multimediale Zeitreise mit dem Titel usjebomb & opjebaut, wiederholt 2005 (zum 60.) und im Mai 2015 (zum 70.), mit der Kölner Mundartgruppe Bläck Fööss in der Kölner Flora. 
Reinold Louis starb im August 2024 im Alter von 84 Jahren.

## Auszeichnungen
- Kulturpreis der Deutschen Fastnacht – BDK 2014
- KölnLiteratur Preis 2000
- Rheinlandtaler – Landschaftsverband Rheinland
- Verdienstmedaille in Gold des Festkomitees Kölner Karneval von 1823 e.V.
- Ostermann-Medaille in Gold – Ostermann-Kuratorium
- Willy-Millowitsch-Medaille in Gold – Millowitsch Kuratorium
- Goldener Muuz – Muuzemändelcher-die Karnevalisten e.V. 1949
- Goldener Römer – Römergarde Köln-Weiden
- Goldene Mütze – KG Falkenjäger Brühl
- Severins-Bürgerpreis
- Magister Lingue et Humoris Coloniensa
- Ritter der Freude – Neue Pulheimer KG
- Ritter 1994 – Traditions-Karnevalsclub Schwarz-Gold Kerpen 1978 e.V.
- Grielächer des Jahres 2009 – KG Kölsche Grielächer 1927 e.V.
- Rheinland met Hätz

## Mitgliedschaften
- Vorstandsmitglied Zentral Dombau-Verein Köln
- Vorstandsmitglied im Verein der Freunde des Kölner Hänneschen Theaters e.V.
- Ehrenmitglied im Heimatverein Alt-Köln
- Ehrenmitglied im 3. Knubbel der Kölsche Funke rut-wieß vun 1823 e.V.
- Ehrenmitglied KG NetFastelovend
- Ehrenbaas der Muuzemändelcher
- Ehrensenator Große Kölner KG von 1882 e.V.
- Ehrensenator KG Klüttefunke Erftstadt-Liblar
- Ehrensenator KG Rut-Wies Balkhausen-Türnich
- Major der EhrenGarde der Stadt Köln
- Ehren-Major der Prinzengarde Köln